# 열전냉각
열전 냉각(熱電冷却)은 펠티어 효과를 사용하여 두 가지의 재료 접합점 사이에 열유속을 생성하는 냉각 방식이다. 이 방식을 이용한 냉각기는 전류의 방향에 따라 전기 에너지를 소비하면서 장치의 한쪽에서 다른 쪽으로 열을 전달한다. 이를 펠티어 장치, 펠티어 열 펌프 또는 열전 냉각기라고 한다. 발열이나 냉각을 위해 사용될 수 있지만 주된 용도는 냉각이다.
이 기술은 증기 압축식 냉동보다 매우 적게 사용되고 있다. 펠티어 냉각기의 장점은 증기 압축 냉장고에 비해 움직이는 부분과 순환하는 액체가 없어서 수명이 길고 누수가 생기지 않으며, 크기가 작고 다양한 모양을 가질 수 있는 것이다. 단점은 높은 가격과 낮은 전력 효율성이다.

## 작동원리
열전 냉각기는 펠티어 효과 (열전 효과)로 작동한다. 이 소자는 양면을 가지며, 직류 전류가 소자를 통해 흐를 때 한면에서 다른 면으로 열을 전달하여 한쪽이 차가워지고 다른 쪽이 뜨거워진다. 뜨거운 면은 방열판등으로 과열을 방지하고 온도가 낮은 면은 냉각에 이용한다. 일부 장치에서는  더 낮은 온도를 내기 위해 여러 개의 냉각기를 직렬으로 연결하기도 한다.

### 구조
서로 다른 전자 밀도가 필요하기 때문에 n 형과 p형 하나씩 두개의 특수한 반도체가 사용된다. 반도체는 열적으로 서로 평행하고 전기적으로 직렬로 배치 된 다음 각 면에 있는 열 전도판과 결합된다. 전압이 두 반도체의 자유 단에 가해지면 온도차를 발생시키는 반도체 접합부를 가로 지르는 직류 전류가 흐른다. 냉각 판이 있는 면은 열을 흡수 하고 방열판이 있는 다른 면으로 열이 이동한다. 열전냉각기는 일반적으로 나란히 연결되어 있으며 두 개의 세라믹 판 사이에 끼워져 있다.

## 성능
단일 단계 전열 냉각기는 일반적으로 고온 측과 저온 측 사이에서 최고 70 ° C의 온도 차이를 발생시킨다. 더 많은 열을 이동시킬 경우, 전열 냉각기는 비효율적이다. 그 이유는 이동하는 열과 자체 소비 전력으로 인해 생성되는 열을 모두 분산시켜야 하기 때문이다. 흡수 될 수 있는 열의 양은 전류와 시간에 비례한다.
{\textstyle Q=PIt}
P는 펠티어 계수, I는 전류, t는 시간이다. 펠티어 계수는 온도와 열전 냉각기의 재료에 따라 다르다.
냉동 장치의 경우, 열전 접합부는 종래의 방법에 비해 효율이 약 1/4이다 (기존의 압축 사이클 시스템의 40-60 %에 비해 이상적인 열전 냉각기의 효율은 약 10-15 %이다.)이 낮은 효율 때문에, 열전 냉각은 일반적으로 고체 성질(움직이는 부품이 없으며 유지 보수가 필요 없고 크기가 작으며 방향이 없음)이 순수한 효율보다 중요한 환경에서만 사용된다.
열전 냉각기의 성능은 주변 온도, 가열 및 냉각 측 열교환기의 성능, 열 부하, 펠티어 모듈의 구조 및 펠티어 전기 매개 변수에 영향을 받는다.
열전 냉각기는 수명이 제한되어 있고, 정상상태인지는 교류 저항 의 변화로 측정 할 수 있다. 열전 냉각기가 오래된상태이거나 마모되면 교류 저항이 증가한다.

## 용도
열전 냉각기는 밀리 와트에서 수천 와트 범위의 열 제거가 필요한 장치에 사용된다. 음료 냉각기처럼 작은 곳에서 잠수함이나 철도 차량까지 다양한 분야에서 사용될 수 있다.

### 소비자 제품 분야
펠티어 장치는 일반적으로 소비자 제품에 사용된다. 예를 들어,  펠티어 장치는 캠핑, 휴대용 쿨러, 전자 부품 및 소형 기계 냉각에 사용된다. 캠핑 / 자동차 전기 냉각기는 일반적으로 주변 온도보다 20 ° C (36 ° F) 정도 온도를 낮출 수 있다. 또한 열전 냉각기는 마이크로 프로세서용 열교환기를 대체하는데 사용된다. 펠티어 열 펌프의 냉각 효과는 제습기의 공기에서 물을 추출하는 용도로 사용되기도 한다.

### 과학분야
펠티어 구성요소는 과학적 장치에도 사용된다.
피드백 회로를 이용해 펠티어 소자를 사용하여 원하는 온도를 ± 0.01 ° C 이내로 유지하는 매우 안정적인 온도 컨트롤러를 구현할 수 있다. 이러한 안정성은 온도가 변함에 따른 오차를 줄이는 것이 중요한 정밀 레이저 응용 분야에서 사용될 수 있다.
이 효과는 인공위성과 우주선에서 직사광선으로 가열되는 면과 음영면 사이의 온도 차이를 줄이기 위해 사용되기도 한다. 차가운 음영면을 통해 열을 방출하여 우주로 복사하여 소멸되게 한다. 1961년 이후, 일부 무인 우주선은 지벡 효과를 사용하여 열 에너지를 전기 에너지로 변환하는 방사성 동위 원소 열전 발전기를 사용했다. 이 장치는 고 에너지 방사성 물질의 부식에 의해 연료가 공급되기 때문에 수십 년 동안 지속될 수 있다.
열전 냉각기는 컴퓨터 부품을 냉각시켜 설계 한계 내의 온도를 유지하거나 오버 클러킹 할 때 안정적인 기능을 유지하는 데 사용할 수 있다. 열교환기 또는 워터블럭이 있는 펠티어 냉각기는 주변 온도보다 훨씬 낮은 온도로 칩을 냉각시킬 수 있다.
레이저 또는 부품의 파장이 온도에 크게 의존하는 광섬유 응용 분야에서는 펠티어 냉각기가 피드백 루프의 서미스터와 함께 사용되어 일정한 온도를 유지함으로써 장치의 파장을 안정화 시킨다.
군사 목적으로 쓰이는 일부 전자 장비는 열전 냉각 방식으로 냉각된다. 